# Warden Abbey
Warden Abbey, gelegentlich auch Wardon Abbey genannt, ist eine ehemalige Zisterzienserabtei rund 11 km südöstlich von Bedford in Bedfordshire in England nahe der Straße von Cardington nach Old Warden.

## Geschichte
Das Kloster wurde von Walter Espec, der auch schon Rievaulx gestiftet hatte, auf seinen Ländereien in Old Warden am 8. Dezember 1136 gestiftet und war das zweite Tochterkloster von Rievaulx Abbey aus der Filiation der Primarabtei Clairvaux. Der erste Abt war Waltheof, der Stiefsohn von König David I. von Schottland, der später Abt von Melrose Abbey wurde. Neben den drei Tochterklöstern Sawtra, Sibton und Tilty errichtete die Abtei bis 1190 zwölf Grangien. Warden war ein verhältnismäßig wohlhabendes Kloster. Zu Anfang des 14. Jahrhunderts wurde ein Mosaikfußboden gelegt. Bei seiner Auflösung zählte es 15 Mönche und verfügte über ein jährliches Einkommen von 389 Pfund. Nach der Einziehung im Jahr 1537 fiel das Kloster an die Familie Gostwick, die neben ihm ein Herrenhaus errichtete. Das Kloster wurde vollständig abgebrochen. Gegen 1839 und um 1960 fanden Ausgrabungen statt, die die Fundamente des Chors und des Ostkorridors des Kreuzgangs zutage förderten. Im Bereich der ehemaligen Abtei wird heute von der Eigentümerfamilie Whitbread Weinbau betrieben.

## Bauten und Anlage
Die rechteckig geschlossene Kirche lag im Norden, die Klausur südlich davon. Die Anlage scheint dem üblichen Plan entsprochen zu haben.